# هوامش في غزة
هوامش في غزة أو غزة تاريخ من النضال هو كتاب مصور، الّفه الرسام والصحفي المالطي الأميركي جو ساكو. صدر الكتاب باللغة الإنجليزية سنة 2009 عن دار نشر متروبوليتان بوكس في الولايات المتحدة، وهو سرد مصور عن تفاصيل قتل المدنيين الفلسطينيين في خان يونس ورفح على أيدي قوات الجيش الإسرائيلي عام 1956 وذلك على لسان شهود عيان.
طبقًا لتقديرات الأمم المتحدة في ذلك الوقت، قتلت القوات الإسرائيلية 275 فلسطينياً في خان يونس في 3 نوفمبر و111 في رفح في 12 نوفمبر 1956.
حاز ساكو على جائزة رايدنهاور عن كتابه في العام 2010.

## الكاتب
جو ساكو (مواليد 2 أكتوبر 1960) فنان كوميكس وصحافي مالطي أمريكي. اكتسب شهرة عالمية من خلال كتابه «فلسطين» وكتابه عن حرب البوسنة «المنطقة الآمنة غوراجده».
عاش ساكو في فلسطين سنوات عديدة حتى أنجز عمله الطويل «فلسطين»، الذي كان مجموعة قصص قصيرة وطويلة، بعضها تصف رحلاته ومقابلاته، والبعض الآخر تصويرٌ للقصص التي سمعها. حاز كتابه على جائزة الكتاب الأمريكي عام 1996. بعد ذلك، سافر ساكو إلى سراييفو وغوراجده في نهاية حرب البوسنة، وأنتج عدة تقارير: وهي القصص المصورة «المنطقة الآمنة غوراجده»، «فيكسر»، والقصص التي جمعت في «نهاية الحرب». فاز كتابه «المنطقة الآمنة غوراجده» بجائزة إيسنر لأفضل رواية مصورة أصلية لعام 2001.

## المحتوى
يذكر ساكو أن الدافع له على تأليف هذا الكتاب هو: انه قرأ شيئا عما جرى في خان يونس، وعندما حاول جمع معلومات أكثر تفاجأ بأنه لا توجد معلومات باللغة الإنجليزية باستثناء الإشارة في كتاب تشومسكي. رغم أن تقديرات الأمم المتحدة في ذلك الوقت، أشارت إلى أن عدد القتلى بلغ نحو 400 قتيلاً منهم 275 قتيلاً في خان يونس في الثالث من نوفمبر، والذي كان 140 منهم لاجئين و135 سكان محليين. وذلك وفقا لما ورد في ملحق رقم 14A من التقرير الأممي في الجلسة رقم 11.
يقول ساكو بان المعلومات وردت في هامش قرارات للأمم المتحدة، كأنها لم تكن تعني أحداً، ليلقي الضوء عليها بقوة. فجاء إلى غزة لمعرفة الحقيقة من شهود عيان. وأثناء بحثه في تاريخ المذبحة، اكتشف مجزرة أخرى نفذها الجيش الإسرائيلي في رفح. وهكذا قرر تخصيص قسمي كتابه للبحث في تاريخ هاتين المجزرتين.
حاول ساكو أن يجري لقاءات مع الناجين من هذه الحادثتين. فجمع بين مهاراته كصحفي تحقيقات على أعلى مستويات، وبين أسلوبه في الرسم والتأليف ليقدّم عملاً صحفياً بصرياً ينجح في سرد الرواية الفلسسطينية لأحداث عام 1956. فألف كتابه في نحو 400 صفحة ويحوي ذلك رسومات تفصيلية بالابيض والاسود. وتتنقل روايته بين زياراته إلى غزة في الفترة بين نوفمبر 2002 ومارس 2003، والأحداث التي وقعت عام 1956 والتي يضعها ساكو في سياق أزمة السويس. فيكتب ساكو عن مخيمات اللاجئين، وعن رفح التي تقع في أقصى جنوب القطاع ويحكى أحداث قصة دراماتيكية استمرت لما يقرب من خمسين عاماً استمع فيها لأصوات فلسطينية عديدة من نساء أرامل وشيوخ وأطفال، كما يروى تاريخ مجزرة خان يونس ومجزرة رفح التي نفذها جنود الإسرائيليين عام 1956.

## الجوائز
تم ترشيح كتاب هوامش في غزة لجائزة لوس أنجلوس تايمز عام 2009. وحاز ساكو على جائزة رايدنهاور عن كتابه هذا في العام 2010. كما حصل على جائزة أوريغون للكتاب عام 2012، وفي عام 2014 حصل على جائزة أوريغون للكتاب في التصفيات النهائية بين الصحفيين.

## وجهات النظر
وكتب ألكسندر كوكبرن في صحيفة نيويورك تايمز، في مراجعة للكتاب، أنه «يقف وحده ككاتب رسام الكاريكاتير لأن قدرته على رواية قصة من خلال فنه يتم جمعها مع تحقيقات تحقيقية بأعلى مستويات الجودة»، وذكر أن «من الصعب تصور كيف يمكن لأي شكل آخر من أشكال الصحافة أن يجعل هذه الأحداث مثيرة للاهتمام»
ووصفت ريتشل كوكي الكتاب بأنه «فريد حقًا» في «الجمع بين التاريخ الشفوي والمذكرات والتقارير مع الرسوم الكاريكاتورية بحيث ان ساكو عندما بدأ العمل، كان معظم الناس- وحتى نفسه في بعض الأحيان - يرون ذلك امرا غير معقول تماما».
رفض المؤرخ والسياسي الإسرائيلي مئير بايل رواية ساكو عن الحادث وقال: «إنه مبالغة كبيرة، ولم يكن هناك قط قتل من هذا القبيل، ولم يقتل أحد، وكنت هناك، ولا أعرف أي مذبحة».